# Парицы
Па́рицы (фин. Paaritsa) — деревня в Гатчинском муниципальном округе Ленинградской области.

## История
Деревня Парицы упоминается среди населённых пунктов Богородицкого Дягиленского погоста по переписи 1500 года.
Затем, как деревня Paritza by в Дягиленском погосте в шведских «Писцовых книгах Ижорской земли» 1618—1623 годов.
Обозначена на карте Ингерманландии А. И. Бергенгейма, составленной по материалам 1676 года, как деревня Paritsby.
На шведской «Генеральной карте провинции Ингерманландии» 1704 года — также как Paritsbÿ.
На карте Санкт-Петербургской губернии 1792 года А. М. Вильбрехта она обозначена как деревня Порица.
Деревня являлась вотчиной императрицы Марии Фёдоровны из которой в 1806—1807 годах были выставлены ратники Императорского батальона милиции.
На «Топографической карте окрестностей Санкт-Петербурга» Военно-топографического депо Главного штаба 1817 года она обозначена как деревня Парицы из 85 дворов и рядом «Плитная ломка».
Деревни Малые Парицы из 32 и Большие Парицы из 46 дворов упоминаются на «Топографической карте окрестностей Санкт-Петербурга» Ф. Ф. Шуберта 1831 года.

ПАРИЦЫ — деревня принадлежит ведомству Гатчинского городового правления, число жителей по ревизии: 178 м. п., 193 ж. п. (1838 год)

Согласно карте Ф. Ф. Шуберта 1844 года деревня Парицы насчитывала 74 крестьянских двора.
На этнографической карте Санкт-Петербургской губернии П. И. Кёппена 1849 года она обозначена как деревня «Paritz», расположенная в ареале расселения эвремейсов. В пояснительном тексте к этнографической карте указано количество её жителей на 1848 год: эвремейсов — 37 м. п., 35 ж. п., савакотов — 134 м. п., 134 ж. п., ижоры — 25 м. п., 30 ж. п., всего 395 человек. Ижоры относились к православному Гатчинскому Госпитальному Павловскому приходу, савакоты — к лютеранскому приходу Колппана.

ПАРИЦЫ — деревня Гатчинского дворцового правления, по просёлочной дороге, число дворов — 81, число душ — 173 м. п. (1856 год)

Согласно «Топографической карте частей Санкт-Петербургской и Выборгской губерний» в 1860 году деревня Парицы состояла из 71 двора.

ПАРИЦЫ — деревня удельная при речке Парицкой, число дворов — 72, число жителей: 180 м. п., 225 ж. п. (1862 год)

Согласно карте 1879 года, единая тогда деревня Парицы, состояла из 62 крестьянских дворов.

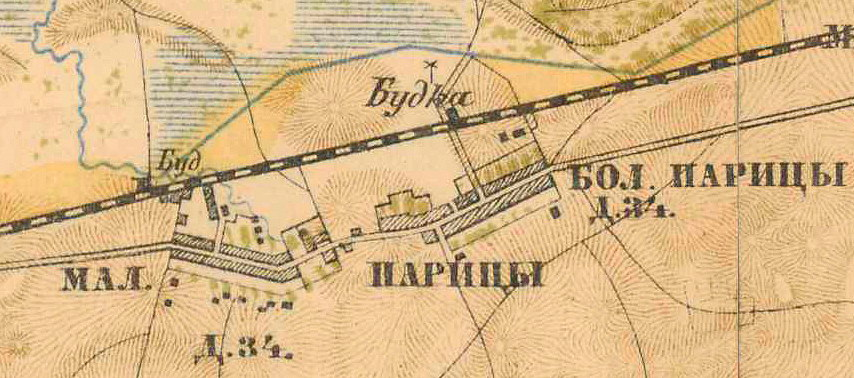
План деревни Парицы. 1885 год

В 1885 году, согласно карте окрестностей Петербурга, к северу от деревни Большие Парицы находились ветряная мельница и Парицкий канал. Деревни Большие Парицы и Малые Парицы насчитывали по 34 двора каждая. Сборник же Центрального статистического комитета описывал Большие Парицы так:

БОЛЬШИЕ ПАРИЦЫ — деревня бывшая удельная, дворов — 43, жителей — 192; часовня, лавка, торжок. (1885 год).

В конце XIX — начале XX века деревня административно относилась к Гатчинской волости 2-го стана Царскосельского уезда Санкт-Петербургской губернии. Население деревни было смешанным — финско-ижорским.
В 1908 году в деревне открылась школа. Учителями в ней работали Й. Мустонен и «мадемуазель Климанова».
К 1913 году количество дворов увеличилось до 75.
С 1917 по 1924 год деревня Парицы входила в состав Парицкого сельсовета Гатчинской волости Детскосельского (Гатчинского) уезда.
С 1924 года в составе Колпанского сельсовета.
Согласно данным переписи населения СССР 1926 года в деревне Большие Парицы Колпанского сельсовета Троцкой волости Троцкого уезда проживали 313 человек, финны, русские, латыши и эстонцы; в деревне Малые Парицы — 309 человек, финны и русские.
В 1928 году население деревни Парицы составляло 622 человека.

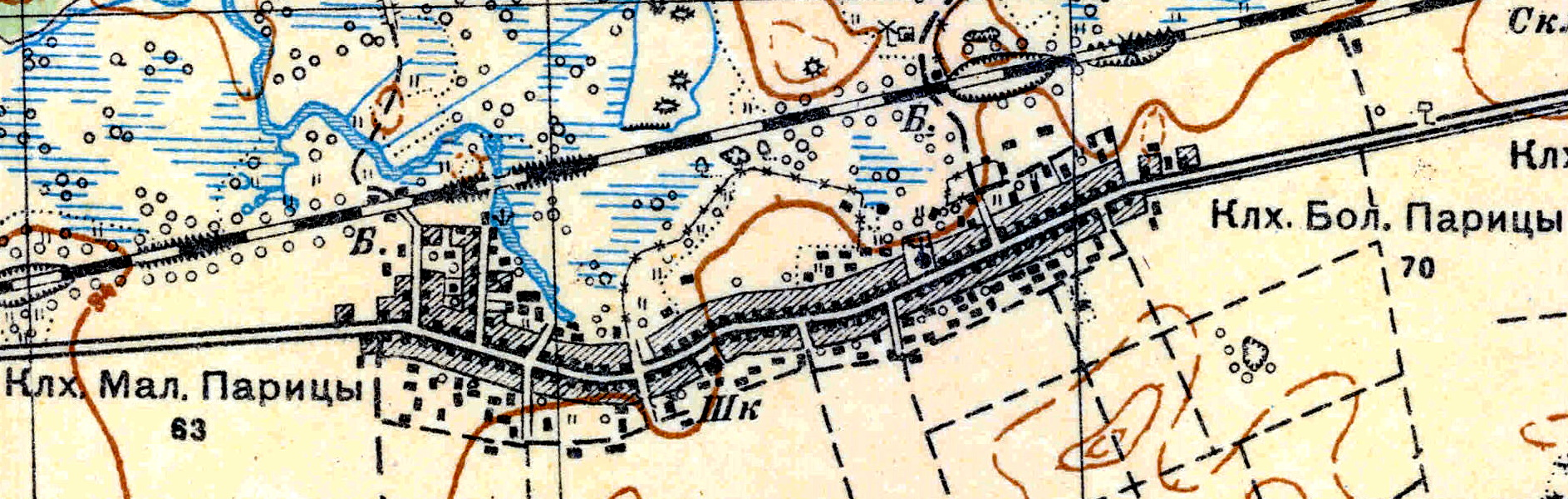
План деревни Парицы. 1931 год

Согласно топографической карте 1931 года в деревне были организованы два колхоза: Большие Парицы — 70 дворов и Малые Парицы — 63 двора. К северу от деревни находилась ветряная мельница и Парицкий канал.
По административным данным 1933 года, деревни Большие Парицы и Малые Парицы входили в состав Колпанского финского национального сельсовета Красногвардейского района.
Деревня была освобождена от немецко-фашистских оккупантов 26 января 1944 года.
В 1958 году население деревни Парицы составляло 619 человек.
С 1959 года, в составе Никольского сельсовета.
По данным 1966 года деревня Парицы входила в состав Никольского сельсовета Гатчинского района.
По данным 1973 и 1990 годов деревня Парицы входила в состав Большеколпанского сельсовета.
В 1997 году в деревне проживали 319 человек, в 2002 году — 242 человека (русские — 93%), в 2007 году — 235.

## География
Деревня расположена в северной части района на автодороге 41А-002 (Гатчина — Ополье).
В непосредственной близости от деревни проходит железная дорога Мга — Ивангород.
Расстояние до ближайшей железнодорожной станции Гатчина-Балтийская — 1,5 км. Расстояние до административного центра поселения, деревни Большие Колпаны — 5 км.
Близ деревни находятся истоки реки Парица. Они запроектированы как ботанический и гидрологический памятник природы «Истоки реки Парица», которым планируется придать статус особо охраняемой природной территории регионального значения.

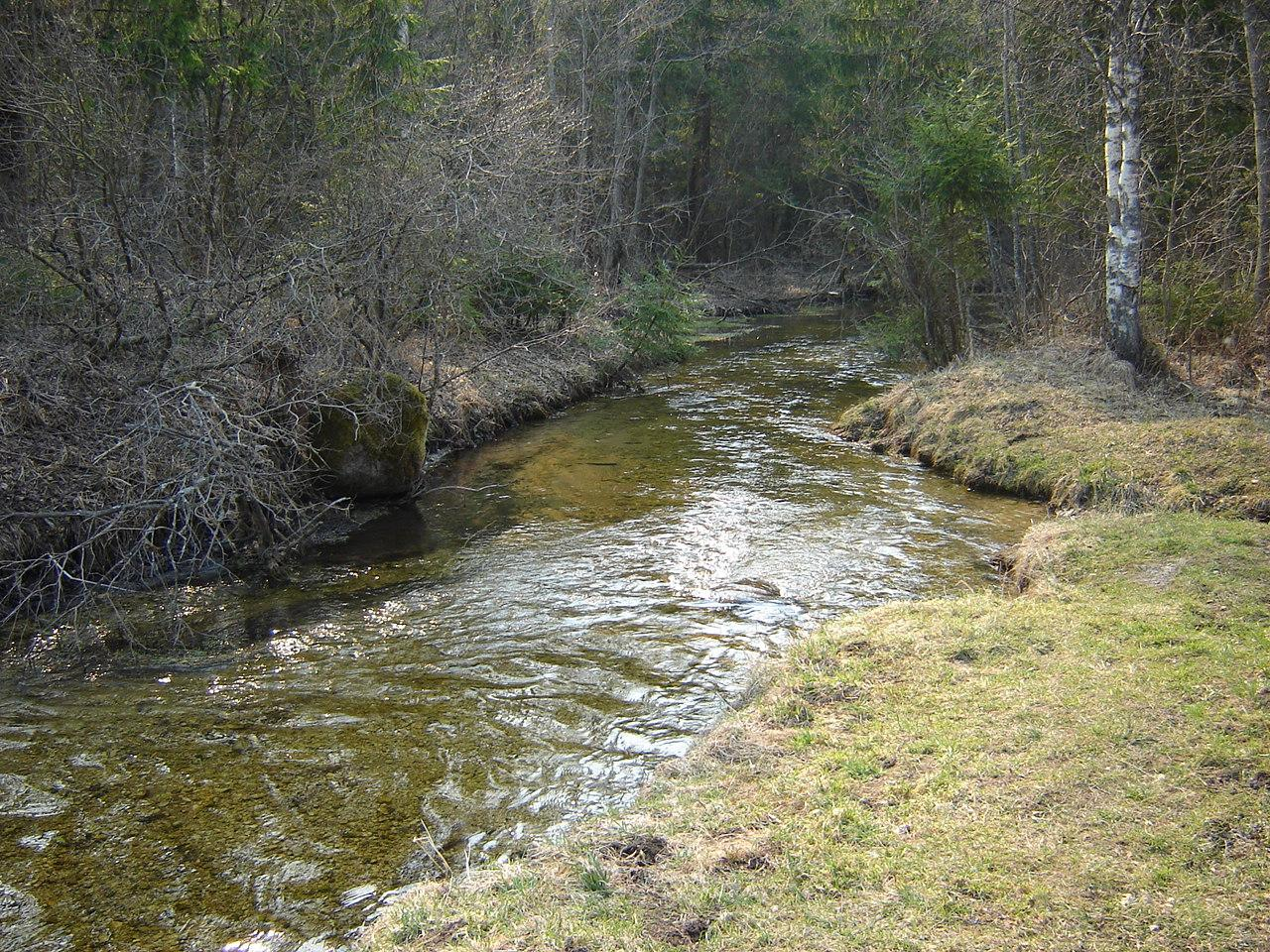
Река Парица

## Демография
| 1838 | 1848 | 1862 | 1885 | 1928 | 1958 | 1997 | 2002 | 2007 |
| ---- | ---- | ---- | ---- | ---- | ---- | ---- | ---- | ---- |
| 271  | ↗395 | ↗405 | ↘192 | ↗622 | ↘619 | ↘319 | ↘242 | ↘235 |
| 2010 | 2011 | 2012 | 2017 |      |      |      |      |      |
| ↗350 | ↘243 | →243 | ↗424 |      |      |      |      |      |

### Национальный состав
Согласно данным Всероссийской переписи населения 2021 года в деревне проживали 376 человек, из них:
 русские — 333, таджики — 9, узбеки — 8, украинцы — 4, белорусы — 2, татары — 2, евреи — 1 человек, остальные национальность не указали.

## Предприятия и организации
ООО «Карьеры доломитов» — производство и торговля стройматериалами.

## Транспорт
От Гатчины до Париц можно доехать на автобусах № 521, 522, 523, 523А, 524, 526, 530, 536.

## Известные уроженцы
- Кольёнен Адам Павлович (1904—1957) — начальник отдела сельского хозяйства Совета народных комиссаров Карельской АССР[41].

## Улицы
Большая, Железнодорожная, Железнодорожный переулок, Ковенский переулок, Пулеметчика Звонова, Речной переулок, Средняя.